# 武汉大学校史
武漢大學的前身包含于1893年由张之洞创立的自强学堂，之后于1913年在自强学堂原址创立国立武昌高等师范学校，1923年更名为国立武昌师范大学，1924年更名为国立武昌大学，1926年组建的国立武昌中山大学，1928年更名国立武汉大学，是民国四大名校之一。1949年更名为武汉大学，2000年8月2日合并组建新的武汉大学。
关于武汉大学前身武昌高等师范学校与自强学堂之间的关系，存在两种说法，一种是以武汉大学官方为代表，认为自强学堂是武昌高等师范学校的前身。但也有武汉大学退休教师、其它高校以及部分媒体认为，武昌高等师范学校仅占用了已经停办的自强学校的校舍，两者并无传承关系。武汉大学历史只能从1913年开始计算。  
也有观点认为武汉大学的校史应当从1926年国立武昌中山大学成立起算，连武昌师范大学都不能算作武汉大学的办学起点。

## 清朝
湖北武汉较早的新式学堂有1890年（清光绪十六年）四月，张之洞创建两湖书院和1893年的自强学堂。1902年，自强学堂更名为方言学堂；两湖书院和江汉书院、经心书院合并，改为两湖大学堂。1904年，按《奏定学堂章程》，两湖大学堂改名两湖文高等学堂。1906年，再次改名两湖总师范学堂。辛亥革命时，方言学堂和两湖总师范学堂停办。
民国成立后，在湖北武昌重建高等教育，武昌高等师范学校在武昌军官学校校址即原方言学堂旧址成立，继承了武昌办学较早的新式学堂两湖书院和自强学堂的一些师资力量。然而武昌高等师范学校与自强学堂之间，是否存在传承关系，有巨大争议。  
武汉大学在民国初年为武昌高等师范学校，校址在当时开办武昌高师前为武昌军官学校，更早以前是清末停办的方言学堂及自强学堂的旧址。直至国立武汉大学后期1946年10月31日举行的武大十八周年，校方并未将自强学堂作为前身，而1946年12月4日的《武汉日报》记载时任代理校长的刘秉麟在“新生训练周”讲话称：“武大的前身最早为湖北方言学堂，高等师范学校...”，这是武大非正式地将自强学堂当作前身的最早记载。中华人民共和国建立后，校方在1992年前以民国2年（1913年）建立的武昌高等师范学校为起源举行校庆，1993年后正式以清末1893年建立的自强学堂为起源举行校庆。武大校方将校史追溯到自强学堂引起很多人的质疑和批评，存在争议。

## 中华民国

### 国立武昌高等师范学校

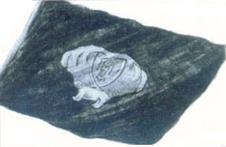
国立武昌高等师范学校校旗

1913年初，北京国民政府教育部成立后，规划在全国设立六所高等师范学校。经教育部派员实地考察后，于7月7日决定在东厂口武昌军官学校校址即清末原方言学堂旧址组建国立武昌高等师范学校，设英语、博物、数学物理、历史地理共四部。教育家贺孝齐为首任校长。同年11月2日正式开学。
1917年5月，国立武昌高等师范学校根据全国教育发展趋势和学生结业后择业的需要，打破部定章程，将博物部改为博物地学部，数学物理部改为数学理化部，史地部改为国文史地部。
1920年2月7日，陈独秀到国立武昌高等师范学校作《新教育的精神》的讲演。
1922年，校长张继煦上任后实行男女同校，创立旁听生制度，废除学年制，采用学分制。同年9月，国立武昌高等师范学校将原来的四部改为国文、历史社会学、教育哲学、英语、数学、理化、生物、地理共八系。

### 国立武昌师范大学
1923年9月，国立武昌高等师范学校正式更名为国立武昌师范大学，张继煦继任校长。

### 国立武昌大学
1924年9月，国立武昌师范大学又更名为国立武昌大学。同年12月，化学家石瑛任校长。
1925年暑期，石瑛校长邀请吴稚晖、胡适、周鲠生、马寅初等知名学者来校讲学。

### 国立武昌中山大学

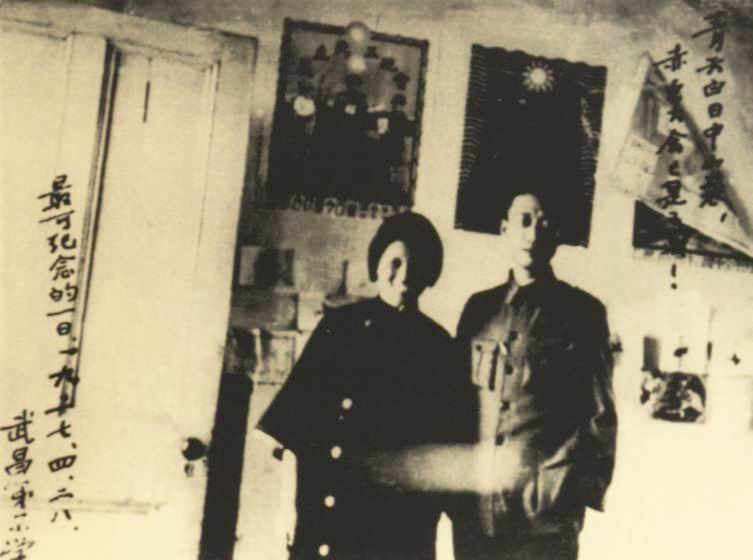
1927年瞿秋白、杨之华夫妇在中共五大会场的合影

1926年秋，北伐军攻下武昌后，武汉国民政府对教育进行重大改革，将国立武昌大学、国立武昌商科大学、湖北省立医科大学、湖北省立法科大学、湖北省立文科大学、私立武昌中华大学合并组建国立武昌中山大学，设有大学部和文、理、法、经、医、预6科、17个系、2个部。作为第一次国共两党合作的结晶，国立武昌中山大学实行大学委员会制，废除校长制，邓演达、董必武、戴季陶、郭沫若、徐谦、顾孟余、章伯钧、李汉俊、周佛海任国立武昌中山大学筹备委员会委员。
1927年2月，整合后的国立武昌中山大学正式开学，徐谦任校务维持会主任。4月27日，中国共产党第五次全国代表大会开幕式在国立武昌中山大学附属小学小礼堂举行，陈独秀、瞿秋白、毛泽东、董必武等人参加。同年11月28日，按国民政府教育部令，各中山大学依省份改名，国立武昌中山大学改名为国立第二中山大学。

### 国立武汉大学

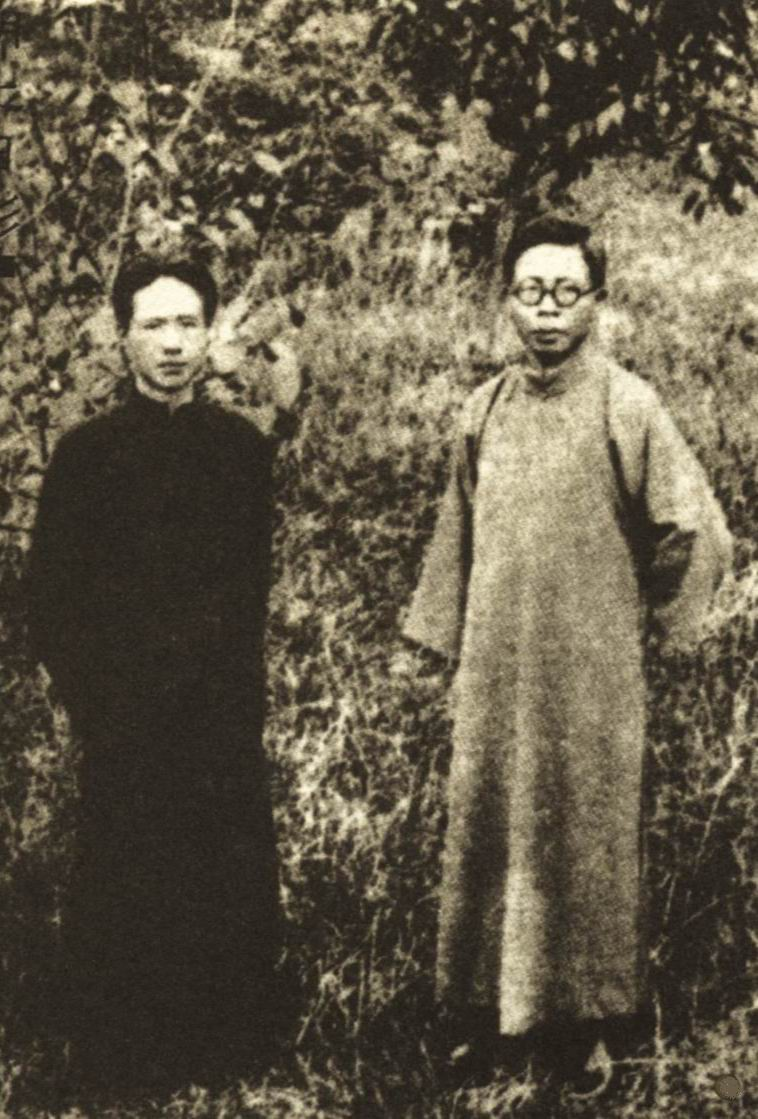
国立武汉大学前后两任校长王世杰（右）与王星拱

1928年7月，南京国民政府决定以国立武昌中山大学为基础建立国立武汉大学。化学家刘树杞为国立武汉大学代理校长；刘树杞、李四光、王星拱、周鲠生、麦焕章、黄建中、曾昭安、任凯南为国立武汉大学筹备委员会委员，其中刘树杞为主任委员；李四光、王星拱、张难先、石瑛、叶雅各、麦焕章为新校舍建筑设备委员会委员，其中地质学家李四光为委员长、林学家叶雅各为秘书。依据国外著名大学校园的理想模式，以及中国传统文化中“仁者乐山，智者乐水”的疏远相地选址理念，经全体委员实地考察后，11月确定了以当时武昌城外风景秀丽的东湖之滨、远离闹市的落驾山（又名罗家山）一带为新校址。时任国立武汉大学文学院院长兼中文系主任的著名诗人闻一多用谐音的办法，将山名改为珞珈山。校址确定后，李四光和叶雅各两人邀请毕业于美国麻省理工学院建筑系、对中国建筑艺术颇有研究的建筑师开尔斯（F. H. Kales）先生从上海来武汉设计校园总体布局和规划，聘请同样毕业于美国麻省理工学院的缪恩钊先生任新校舍监造工程师。由于经费紧张，国立武汉大学停办医科，相关专业师生分别转入国立中山大学和国立同济大学。

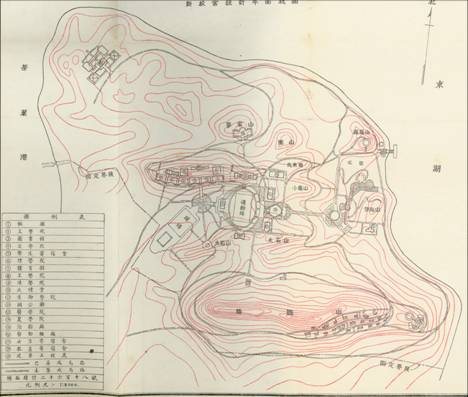
1929年开尔斯绘制的校园规划图

1929年初，刘树杞因事务繁忙而辞去代理校长一职。2月法学家王世杰上任，成为国立武汉大学首位正式校长。他认为国立武汉大学不能满足于文、法、理、工4大学院，提出要把学校办成拥有文、法、理、工、农、医6大学院的万人大学。同年3月，开始修筑武昌街道口至珞珈山的公路；与此同时，珞珈山上开始新校舍的测量绘图工作。
1930年3月，国立武汉大学新校舍一期工程正式开工。1932年1月，新校舍一期工程完工。2月二期工程开工。同年3月，国立武汉大学正式迁入珞珈山办学。
1933年4月，王世杰校长升任中华民国教育部长。同年5月，化学家王星拱接任校长。学校设农学院筹备处，叶雅各任主任。
1935年，国立武汉大学开办研究生教育。
1936年，成立农学院，叶雅各出任首任院长。国立武汉大学从而发展成为有文、法、理、工、农5个学院15个系2个研究所的综合大学。
1937年，国立武汉大学与国立北京大学、国立清华大学、国立中央大学和国立浙江大学统一进行全国招生考试。7月，新校舍二期工程完工。7月7日，七七事变爆发。10月，董必武在国立武汉大学学生俱乐部为全校师生作了《独立自主，发展游击战争》的演讲。11月，陈独秀第三次来到武大，为师生们做题目为《怎样才能够发动民众》的演讲。同年秋季，周恩来在武大学生俱乐部讲解中共的抗日救国十大纲领。12月，蒋介石来到国立武汉大学阅兵。12月31日，周恩来在武大学生俱乐部作《现阶段青年运动的性质和任务》演讲。
1937年至1938年，蒋介石和宋美龄夫妇多次居住在国立武汉大学珞珈山腰西北的半山庐。1938年3月29日，中国国民党临时全国代表大会在国立武汉大学体育馆召开。4月，武汉被日军三面包围，国立武汉大学被迫西迁至四川乐山继续办学，农学院并入国立中央大学。同年5月，周恩来、邓颖超夫妇移居珞珈山，并在居所会见美国友好人士埃德加·斯诺。从4月至10月，日本战机的航路无数次经过国立武汉大学珞珈山校园上空却从未对其进行轰炸。10月25日汉口被日军占领，26日武昌弃守，27日汉阳失守，历经数月的武汉会战以中方战败告终，武汉沦陷，日军将国立武汉大学校园辟为其中原司令部。
1939年，郭沫若应历史系吴其昌教授的邀请到内迁四川乐山的武大作讲演，宣传抗战。

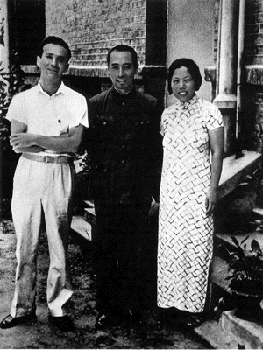
1938年美国人埃德加·斯诺与周恩来、邓颖超夫妇在珞珈山

1943年，世界著名科学史家、英国剑桥大学李约瑟博士访问位于四川乐山办学的国立武汉大学。1944年6月，湖北省政府委员将位于湖北恩施的湖北省立工学院改为国立武汉大学工学院分院。同年，李约瑟博士再次来到四川乐山的武大访问。
1945年7月，王星拱校长调任中山大学校长，法学家周鲠生成为国立武汉大学新一任校长。8月15日，日本宣布无条件投降。9月1日，国立武汉大学成立复校委员会，任命工学院电机工程专家赵师梅代表校方先行回到武汉珞珈山收回校产并主持校区修缮工程。
1946年7月，光复后的台湾招考升学内地大学的公费生，有8位台湾人录取后分发到国立武汉大学读书，成为最早来武汉读大学的台湾人。其中5位来自台南，3位分别来自嘉义、高雄、新竹；入读政治系5位，经济系2位，法律系1位。10月，国立武汉大学迁回武昌珞珈山，恢复农学院，成立医学院筹备委员会。
1947年6月1日，武汉警备司令部派军警封锁包围武大，打死学生3人，制造了震惊全国的“六一惨案”。6月22日，学校举行追悼“六一惨案”死难烈士大会。同年，国立武汉大学设立医学院，形成了文、法、理、工、农、医6大学院21个系8个研究所。8月，国立武汉大学医学院附设医院在武昌成立。至此，国立武汉大学实现了创建之初刻于武昌街道口大学牌坊背面的“文法理工农医”六个大字所体现的办学规模和格局。

## 中华人民共和国

### 四校合并前

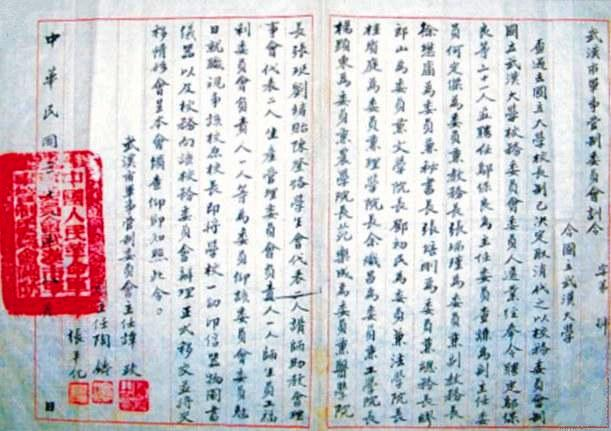
1949年中国共产党接管国立武汉大学的文告

1949年5月17日，中国人民解放军进入武昌，武汉三镇被中国共产党接管。1949年5月31日，武汉军事管制委员会文教接管部召开武汉地区公立大中学校校长、教导主任、总务负责人会议，根据“原封不动，各按系统，自上而下”的接管方针以及“积极恢复，逐步整顿，初步改革”的指示，提出了湖北高等学校的接管原则。6月，中国人民解放军正式接管武大。
1949年8月24日，武汉军事管制委员会文教接管部批准成立武汉大学校务委员会，作为全校最高领导机构，邬保良任校务委员会主任委员。在中共武大首任党组书记徐懋庸的极左思想直接干预下，不少学者教授被打压。同年，私立汉口法学院、私立汉口商业专科学校并入武汉大学。
在朝鲜战争时期，武大率先发出“抗议通电”，捐款捐物支援志愿军，1400多人报名参军参干，302人获准走上保家卫国的最前线。
1950年代初期，新成立的中华人民共和国政府抛弃南京国民政府以美国高等教育制度为主流的教育模式，借鉴苏联的社会主义教育模式，对国内高校进行史无前例的大规模院系调整。院系调整前武汉大学有6个学院21个系，院系调整后只有文理科目的中文、历史、政治、数学、物理、化学、生物共7个系保留建制，学院建置亦被完全取消。此后数十年，武汉大学逐渐恢复和增设院系专业。
1950年，湖南大学水利系划归武汉大学，与工学院土木系水利组合并，成立水利系。6月1日，武汉大学医学院附设医院（简称武大医院）与汉口协和医院正式合并为武大、协和合作医院，新医院在汉口开诊。同年，武汉大学医学院从武汉大学分出，与内迁武汉的上海同济大学医学院合并成中南同济医学院，南京国民政府教育部分配给武汉大学医学院的三万五千元美金，以及同济大学医学院的不足一万元美金，一并划入中南同济医学院。
1952年，河南大学等校的水利系划归武汉大学，与武汉大学水利系合并成水利学院。武汉大学农学院的大部分与其他高校相关系科合并成立华中农学院（现为华中农业大学），农学院园艺系与农化系的相关专业参与组建南京工学院食品工业系（现为江南大学）。武汉大学文学院哲学系并入北京大学，文学院外文系英文组并入中山大学。武汉大学工学院矿冶系与其他高校相关系科合并成立中南矿冶学院（后更名为中南工业大学）。同年11月，哲学家李达担当1950年后武汉大学的首任校长。
1953年，武汉大学工学院机械系和电机系并入新成立的华中工学院（后更名为华中理工大学），工学院土木系与其他高校相关系科合并成立中南土木建筑学院（即后来的湖南大学、长沙铁道学院）。武汉大学法学院经济系与其他高校相关系科合并成立中南财经学院。文华图书馆学专科学校并入武汉大学。1953年3月10日，中南教育部召开中南区学校教育讲习会，邀请苏联专家普希金来汉讲学。
1954年4月19日，苏联水能利用专家郭瓦捷夫斯基来武汉大学讲学，并指导武汉大学水能利用教研组的教学研究工作。教师对学习苏联教材的积极性很高，全校所开出的177门课程中，完全采用苏联教材的有37门；根据苏联教学大纲编写的讲义有11门；部分采用苏联教材的有36门。这三者合计共占全部课程的47.4%。1954年，理科58门课程中采用苏联教材或根据苏联教学大纲编写的讲义有49门，占84.5%。1954年10月，武大、协和合作医院彻底脱离武汉大学，正式更名为汉口协和医院，成为中南同济医学院教医院。12月，水利学院从武汉大学分出，成立武汉水利学院。
1955年科研处成立。1956年，武汉大学理学院部分教师调往河南郑州参与组建郑州大学。同年，武汉大学恢复哲学系。1958年，武汉大学恢复外文系。同年10月，武汉大学法学院法律系与其他高校相关系科合并成立湖北大学。
1960年10月，武汉大学和武汉水利电力学院成为全国重点大学。
1965年起，武汉大学共有83人次参与了中国10次核爆炸效应试验的观测及理论研究。

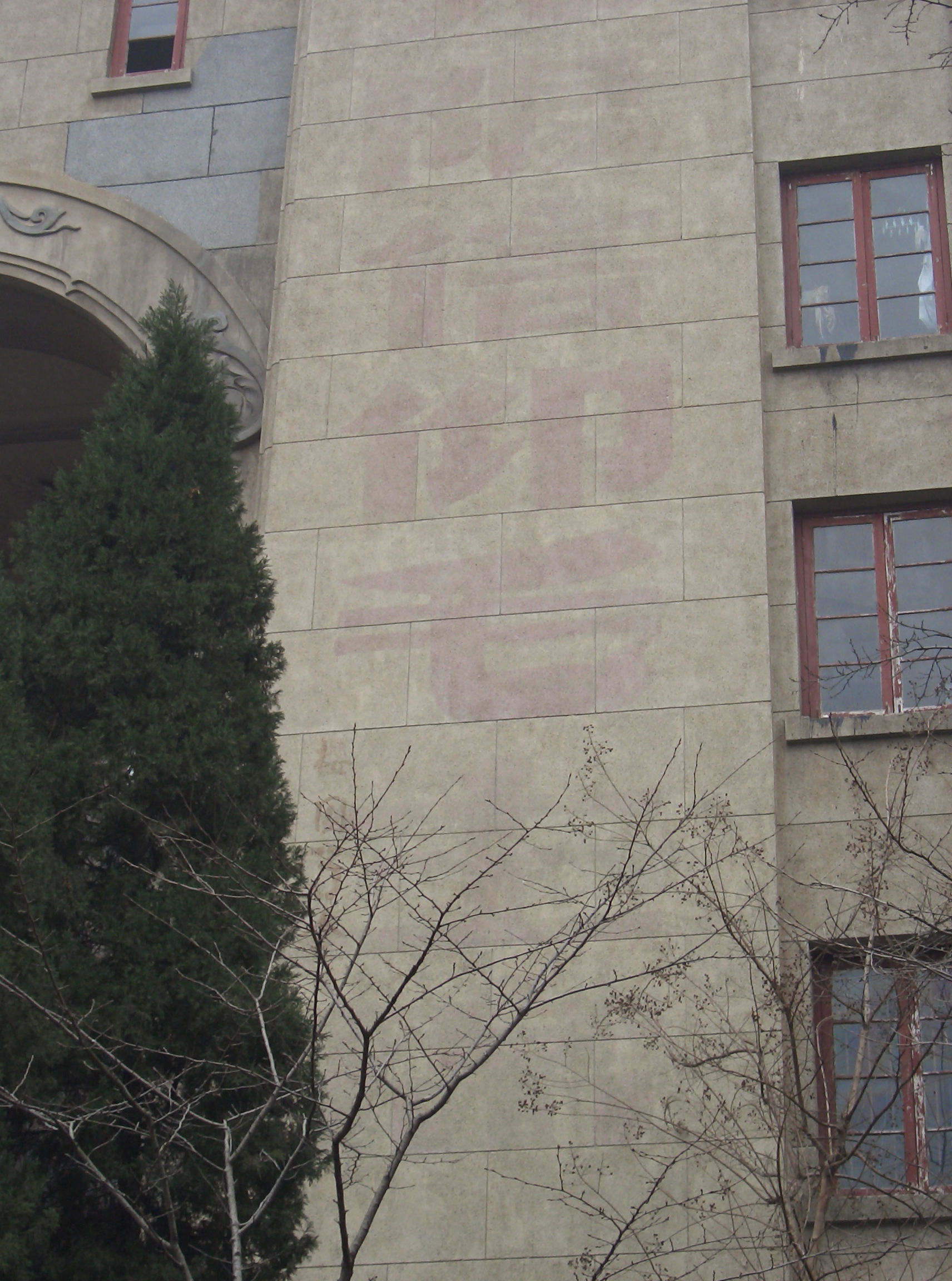
武汉大学校园内仍保留着文化大革命时期的一些历史遗迹（图中标语为“无限信仰毛主席”）

1966年3月12日，中共湖北省委批转省高教厅党组《关于我省高等教育“三五”期间老校调整下伸与新建半工（农）半读学校的请示报告》，根据报告精神，武大压缩办学规模，开办下伸点。中文、经济、植物等专业在襄阳隆中建立半工半读基地。这对于将科学文化和种子播撒到全省各地，促进经济发展，产生了一定的作用的；对于湖北的高等教育的合理布局，也有积极的影响。但并不是实行半工（农）半读就等于走了与工农相结合的道路，就等于与生产劳动相结合。1966年至1970年，武大停止招生。
1966年6月15日，中共武昌区委召开万人大会“声讨”武汉大学“三家村”——李达、朱劭天和何定华。当时武大造反派分为两派，一派叫“农奴戟”战斗兵团；一派叫“虎山行”战斗兵团。两派因观点不太一致长期相互攻击，在1967年的七·二○事件中发生了严重武斗。1968年11月18日，湖北省组织了近700人的“工、军宣队”进驻武大成立指挥部，掌管了武大的行政大权，领导开展武大的革命大批判、清理阶级队伍等运动，又在武大建立革命委员会，领导学校的“斗、批、改”。这对稳定局势，制止派性斗争，起到了一定的作用，但是在很多方面却又起了推波助澜的不良作用。正常的教育秩序被搅乱，领导班子瘫痪，学校工作混乱不堪，一批德高望重的教授被迫害致死，教师的工作和学生的学习被荒芜，人才大量流失，停止教学达4年之久。
1970年，武汉大学开始在湖北省内从有实践经验的工农兵中招收学员。同年在湖北荆州地区建立沙洋分校。
1973年，时任国务院科教组组长的刘西尧校友，顶着“四人帮”的巨大压力，批准清华大学、武汉大学等少数高校试行恢复招收研究生，武大招收了35名，这是文革十年中惟一有研究生的历史。
1976年11月，武大试制成功中国第一台自动斜向返回探测仪。为中国“三星两弹”、国防通讯、中长期天气预报等做出了卓越贡献，19项科研成果受到全国科技大会的表彰
1977年，武汉大学襄阳分校、沙洋分校停办。8月，在国家教育委员会高教司司长刘道玉校友的促成下，武大化学系教授查全性于全国科学和教育工作座谈会上大胆向邓小平倡言恢复全国统一高考制度，得到充分肯定，高考制度很快恢复。10月12日，国务院批转国家教委《关于一九七七年高等学校招生工作的意见》及《关于高等学校招收研究生的意见》。此后，武汉大学进行了包括办学模式在内的一系列改革。
1978年3月，武汉大学的研究生招生工作正式恢复。同年，武汉大学在中国大陆高校中率先实行了学分制。同年武汉大学、武汉水利电力学院、武汉测绘学院都成为全国重点大学。
1980年6月，曾在文化大革命期间任武汉大学中共党委书记的庄果出任武大校长。同年，武汉大学开始与法国教育文化界正式开展多种交流与合作。11月，新加坡总理李光耀先生到武汉大学访问。
1981年7月，刘道玉出任武汉大学校长，成为“我国解放后自己培养的大学生中第一位担任大学校长的人，也是我国高等院校中最年轻的一位校长”（新华社电讯语）。刘道玉任武汉大学校长期间，从教学内容到管理体制率先推行了一系列改革措施。1981年11月，武汉大学“三家村”冤案平反昭雪。1983年，武汉大学在中国大陆高校中率先实行了教学工作顾问制度、主辅修制度、双学位制度。
1984年，武汉大学恢复学院建置，成为全国首批成立研究生院的院校之一。同年，武大在中国大陆高校中率先实行了贷学金制度、插班生制度、提前毕业制度、免试推荐硕士生制度。1985年，武汉大学建立少年班。同年，刘道玉获法国总统密特朗頒法國榮譽軍團勳章。
1987年，武汉大学在中国大陆高校中率先实行了免试推荐博士生制度、研究生中期分流制度。
1988年3月6日，刘道玉被国家教委干部局负责人奉命宣布免去武汉大学校长职务，数学家齐民友接任校长。
1992年10月，哲学家陶德麟接任武汉大学校长。
1993年11月29日，武汉大学举行百年校庆。江泽民、李鹏等中国领导人为武大题词祝贺。美国哈佛大学、耶鲁大学、日本东京大学等47所国外名牌大学和国内兄弟院校的校长、代表参加庆典或来电来函致贺。
1995年，武汉大学、武汉水利电力大学、武汉测绘科技大学都成为全国首批进入国家“211工程”重点建设的大学之一。
1996年10月，物理学家侯杰昌接任武汉大学校长。此后学校实施跨学科人才培养、名师上讲台、双语教学、创新学分等改革措施，并与美国、英国、法国、德国等十个国家的大学签署了交换培养本科生等多项协议，推进人才培养的国际化。

### 四校合并后
1998年，985工程启动建设。1999年，中国国务院及教育部决定与部分省市共同投资优先建设若干所知名大学使其尽快成为世界一流大学。
2000年3月6日，武汉大学、武汉水利电力大学、武汉测绘科技大学三校的高层在讨论后决定邀请湖北省重点高校湖北医科大学加盟，希望湖北省委省政府对1999年8月的方案作微调。4月10日，四校共同向省政府递交了请示。经中国国务院批准，7月28日，教育部与湖北省政府共同颁布了合并实施意见。2000年8月2日，武汉大学、武汉水利电力大学、武汉测绘科技大学、湖北医科大学四校正式合并组建新的武汉大学，同时提出并确立了创建国际知名的高水平研究型大学的办学目标。位于武汉市东南汤逊湖畔、全国首批22家国家级大学科技园之一的武汉大学科技园也于同日动土奠基。原湖北医科大学三所附属医院分别更名为武汉大学人民医院、武汉大学中南医院、武汉大学口腔医院。
2003年9月，测绘学家刘经南接任武汉大学校长。校庆期间共举办了重大国际学术会议22场、国内重要学术会议26场，学术讲座320场。商务印书馆出版了武汉大学古籍研究所专家花费18年心血完成的鸿篇巨制《故训汇纂》。由于此次校庆晚会耗资200万元人民币，武汉大学一时成为了社会各界议论的焦点。
2004年2月26日，由武汉大学哲学学院教授邓晓芒、杨祖陶历时7年完成的百万字译作康德“三大批判”在人民大会堂举行首发式。6月11日，中国国务院总理温家宝登门看望积极参与艾滋病防治工作并做出优异成绩的武汉大学中南医院传染科教授桂希恩。
2005年8月，武汉大学生物安全三级动物实验室获得中国实验室国家认可委员会认可，成为中国首家获得国家认可的A3实验室，也是中国最大的动物实验室，填补了中国在生物安全领域的空白。
2006年10月27日，正在中国进行国事访问的法国总统雅克·希拉克及夫人，和由法国外交部长、财政部长、设备交通部长、外贸部长、前总理、法国驻华大使、法国驻武汉总领事馆总领事等组成的政府代表团以及法国企业家和法方记者等随行人员共约200人，在中国国务委员陈至立、湖北省省长罗清泉等官员以及武汉大学校长刘经南等校方人员的陪同下，来到位于武汉大学医学部校园内的武汉大学中南医院，参观中法两国在武汉大学中南医院的医学合作项目。希拉克总统亲自为武汉大学中南医院急救中心竣工剪彩，并为中法两国在医学领域的国家级合作项目——武汉大学中法肝胆疾病研究院奠基。在演讲中，希拉克总统说，中法双方在文化与科学技术上的合作非常重要，应向中法在武汉大学进行的医疗、教育典范合作表示敬意。 
2011年10月10日，武汉大学与华中科技大学签订战略合作框架协议。 

## 重大事件
- 1954年2月28日，人民革命军事委员会副主席罗荣桓回母校视察。
- 1955年4月15日和1962年3月14日，全国人大常委会副委员长班禅确吉坚赞两次访问武汉大学。
- 1958年9月12日，毛泽东到武汉大学视察，在九·一二广场上接见师生员工。
- 1963年11月2日，国家副主席董必武专门题词祝贺武大校庆：珞珈之山，东湖之水，山高水长，流风甚美。
- 1963年11月5日，中国科学院院长郭沫若访问武汉大学，并在其抗战时的旧居前留影。
- 1964年11月4日，国家副主席董必武陪同阿富汗国王查希尔及王后访问武汉大学。
- 1980年11月6日，全国人大常委会副委员长陈丕显视察武汉大学。
- 1983年11月15日，原解放军副总参谋长伍修权回母校祝贺校庆。
- 1988年11月19日，中共中央政治局常委、中纪委书记乔石视察武汉大学。
- 1990年11月16日，中共中央政治局委员、国务委员李铁映来武汉大学检查工作。

## 校史争议
武汉大学校史能否溯源至1893年自强学堂存在争议。
支持者认为：
（一）刘经南：地点的继承，校舍的继承，设备、档案和图书资料的继承，少量师资的延续，特别是分科办学的理念和方式的继承加起来就是一脉相承；
（二）创始日期定为1893年经过中国教育部认证（时国家教委）；
（三）原校长王世杰虽然没有将武大校史追溯到自强学堂，但与反方只承认武昌高师不同，他承认方言学堂在武大校史中的地位，说：“武汉大学前身，你们想必都已知道，最早是由方言学堂，而武昌高师，而师范大学，而武昌大学，然后改为中山大学，校址在原来武昌城内阅马场（原文为“厂”字——笔者注）旁的东厂口。”；
（四）有大量史实依据证明。
反对者认为：武汉大学与自强学堂唯一的联系是武汉大学前身国立武昌高等师范学校在1913年创办时曾使用自强学堂（1902年改名为方言学堂，1911年停办）的校舍。

潘懋元教授和刘海峰教授所撰《关于武汉大学校史渊源的论证意见》认为：“只要第一手资料中或武昌高师15年间的其它资料中，有提到与此前的湖北方言学堂有继承关系，武汉大学校史起算时间上延至1893年的论证便可以成立。”
此文亦列举反面证据，指出方言学堂“经湖广总督瑞澂据咨议局的决议奏请停办”“是因教学内容单一（外语）较难适应社会需要，乏中学毕业生可以升入，加之财政困难”“并非因战争动乱等原由”，于宣统三年二月十四日（1911年3月14日）奉旨停办；且1919年民国《教育公报》介绍武昌高师沿革时指出“本校开办在民国二年秋。校舍在前清时历办农业学堂、方言学堂，入民国后又改名军官学堂。”
1934年《第一次中華民國教育年鑑》则在《高等师范学校一览表》回避了武昌高师是否存在前身学校的问题，仅标注民国初年筹办，而同表内北京、成都等十所高师皆标注“由前清优级师范学堂改名”。
针对王世杰校长的观点，有武大教师从另外一个角度理解，否定其对方言学堂在校史地位上的承认（上述支持者观点第三），认为校方回应是“伪论证”。

## 参看
- 武汉大学